# Antikriegsliteratur über den Ersten Weltkrieg
Die Antikriegsliteratur über den Ersten Weltkrieg berichtete kritisch und aufrüttelnd über die Geschehnisse dieser Zeit. Sie stellte sich gegen die vorherrschende kriegsverherrlichende Literatur. 

## Geschichte

### Deutsches Reich
Der Große Krieg zwischen 1914 und 1918 war der umfassendste und zerstörerischste Krieg der bisherigen modernen Geschichte. In ihm starben Millionen Zivilisten und Soldaten, unzählige weitere wurden Krüppel oder litten unter den seelischen Folgen.
Über ihn wurden schon während des Verlaufes viele Heldenberichte und geschönte Darstellungen geschrieben und veröffentlicht. Nach 1918 entstanden zahlreiche weitere solcher Erlebnisberichte und Romane.
Seit Mitte der 1920er Jahre veröffentlichten Autoren aus dem sozialistischen und linksliberalen Milieu Romane und Erzählungen, in denen sie die Grauen der Kriegsjahre in eindringlicher Sprache beschrieben. Ihr Anliegen war es, die Geschehnisse in ihrer wirklichen zerstörerischen Grausamkeit darzustellen, auch, um vor der wachsenden kriegstreibenden Bewegung von Deutschnationalen, und Nationalsozialisten zu warnen.
Das erfolgreichste von ihnen wurde Im Westen nichts Neues von Erich Maria Remarque (1928), das bald über eine Million Mal verkauft wurde und mehrere Verfilmungen erlebte. Einige weitere Antikriegsromane erreichten ebenfalls eine gewisse Aufmerksamkeit, sie konnten aber nicht die hohen Auflagezahlen der vielen kriegsverherrlichenden Schriften übertreffen.
1933 wurden alle Antikriegsromane im Deutschen Reich verboten und ihre Verfasser verhaftet, eingeschränkt oder aus dem Land gedrängt.

### Weitere Länder
Auch in den anderen kriegsteilnehmenden Ländern wie England, Frankreich, Polen und die USA erschienen Darstellungen, die die Grausamkeiten des Ersten Weltkrieges beschrieben. Diese erreichten eine größere Resonanz und Akzeptanz in der Bevölkerung.

## Werke (Auswahl)
Deutsches Reich
- Bruno Vogel: Es lebe der Krieg!, Leipzig 1924, mehrere Auflagen teilweise beschlagnahmt
- Arnold Zweig: Der Streit um den Sergeanten Grischa, 1927
- Hans Herbert Grimm: Schlump, Kurt Wolff Berlin, 1928, wenig beachtet; englische Übersetzung 1929 erfolgreicher
- Ludwig Renn: Krieg, 1928
- Alexander Moritz Frey: Die Pflasterkästen, 1929
- Erich Maria Remarque: Im Westen nichts Neues, 1929, Welterfolg, mehrfach verfilmt
- Ernst Johannsen: Vier von der Infanterie, Fackelreiter-Verlag Hamburg 1929, 30.000 Exemplare, übersetzt in 13 Sprachen
- Edlef Köppen: Heeresbericht, 1930
- Walter Rispeter: Die große Zeit. Stahlbad Anno 17, Fackelreiter-Verlag Hamburg, 1931
- Konrad Seiffert: Vormarsch im Osten. Brandfackeln über Polen, Fackelreiter-Verlag Hamburg, 1931

Weitere Länder
- Henri Barbusse: Le feu (Das Feuer), 1916
- Gabriel Chevallier: La peur, 1930, kaum bekannte deutsche Übersetzung 2010 als Heldenangst
- Andreas Latzko: Menschen im Krieg, 1917
- Richard Aldington: Death of a Hero (Heldentod), 1929